# Mat Mathews
Mat Mathews (* 18. Juni 1924 in Den Haag als Mathieu Schwartz; † 12. Februar 2009 in Rotterdam) war ein holländischer Akkordeonspieler des Modern Jazz. Er arbeitete längere Zeit in Amerika.

## Leben und Wirken
Mat Mathews wurde nach dem Zweiten Weltkrieg durch eine Radiosendung mit Joe Mooney inspiriert und begann Jazz auf dem Akkordeon zu spielen. In den Niederlanden spielte er mit der Formation The Millers von 1947 bis 1950. 1952 emigrierte er in die USA. Dort kämpfte er um die Akzeptanz des Akkordeons in der Bop-orientierten Jazzszene der frühen 1950er Jahre. Er bildete in New York eine Formation, der u. a. auch der junge Herbie Mann als Tenorsaxophonist und Flötist, Julius Watkins, Joe Puma, und als Rhythmusgruppe Oscar Pettiford, Percy Heath sowie Kenny Clarke angehörten. An weiteren Sessions wirkten auch Art Farmer, Gigi Gryce und Dick Katz mit. In dieser Zeit (nach 1953) entstanden mehrere Alben unter eigener Leitung; außerdem begleitete er 1954/55 die Sängerin Carmen McRae. 1956 wirkte er in der Formation The 4 Most mit, der auch Al Cohn, Gene Quill, Hank Jones und Mundell Lowe angehörten, und begleitete mit seinem Quintett die Sänger Rita Reys und Bob Stewart. 1957 trat er auf dem Newport Jazz Festival auf und bildete das New York Jazz Quartet mit Herbie Mann, Joe Puma und Whitey Mitchell. Am Ende der Dekade wandte sich Mathews der Studioarbeit in Hollywood zu; 1964 kehrte er in die Niederlande zurück, wo er als Studiomusiker arbeitete sowie bei Frans van Bergen und zwischen 1968 und 1984 wieder bei The Millers tätig war, mit denen er mehrere Alben einspielte. Mit dem Vibraphonisten Coen van Nassau nahm er 1969 die LP Swinging The Mallets auf. In seinen letzten Jahren trat er in Rotterdam regelmäßig auf.

## Diskographie
- Swingin' Pretty
- All That Jazz
- The Modern Art of Jazz (Dawn, 1956)[1]
- Live at the Music Room
- The Gentle Art of Love (Dawn, 1956)[2]
- The 4 Most & Bob Stewart (Dawn, 1956)[3]